# Polivolt

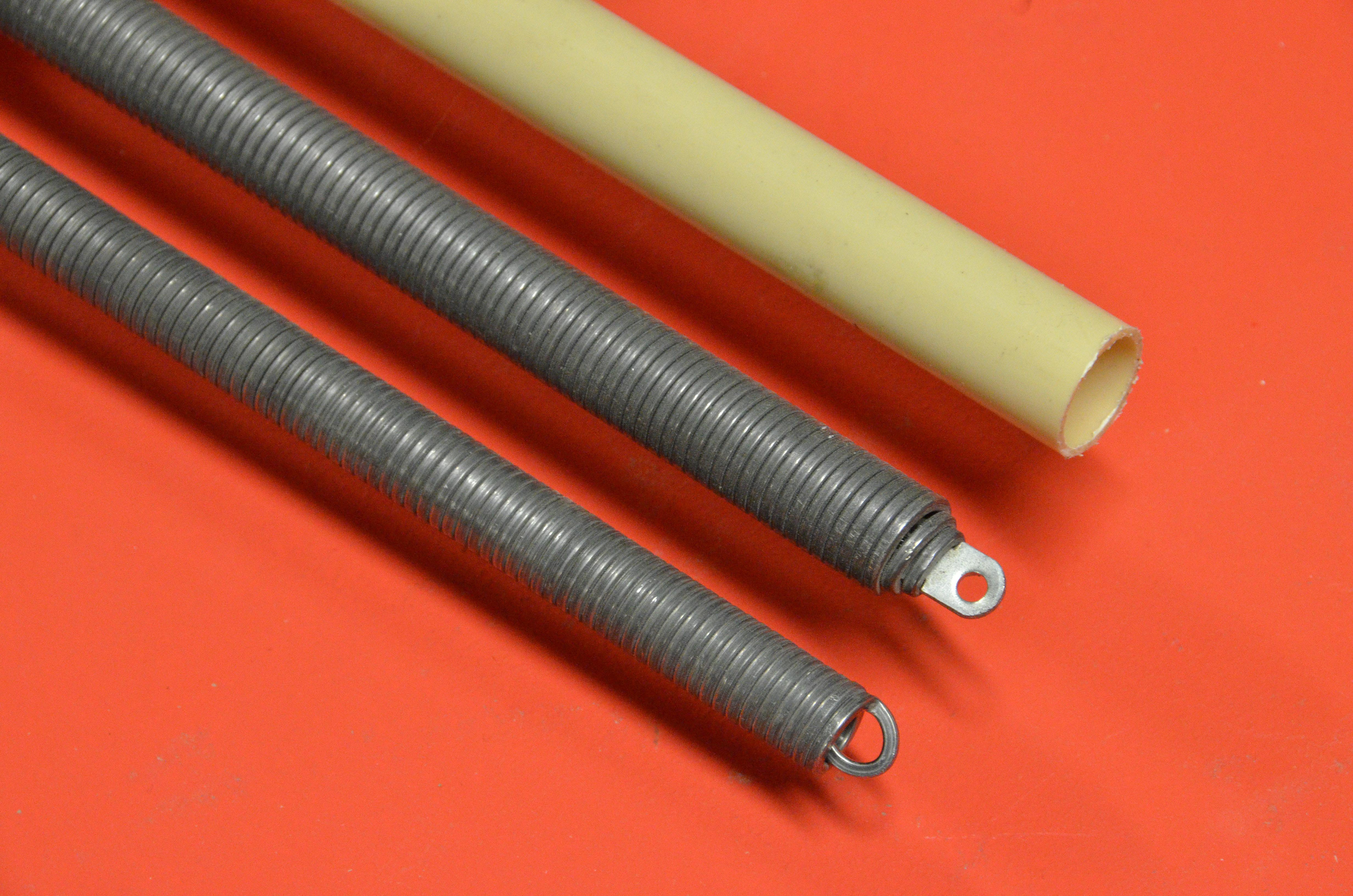
De buis en buigveren

Polivolt is de originele merknaam voor wat men doorgaans pvc-buis, elektriciteitsbuis, elektrabuis of installatiebuis noemt. Deze kunststofbuis werd na 1950 op steeds grotere schaal toegepast in elektrische installaties. Hij verving de stalen unionbuis. 
Het product werd in 1944 ontwikkeld in Antwerpen door de firma Polva (polyvinyl Antwerpen). De Nederlandse firma Divo produceerde kunstharsen en ging vanaf 1949 formeel samenwerken met Polva in de commanditaire vennootschap Polva Nederland. In een gehuurd pand van Wennex Bleekpoederfabriek v/h Wennekes & Van Neck aan de Klingelbeekseweg te Oosterbeek werd onder de merknaam Polivolt elektriciteitsbuis geproduceerd. Na een aantal overnames staat het bedrijf bekend als Pipelife.
Het gebruik van Polivoltpijp betekende een grote vooruitgang. Unionbuis diende gebogen te worden met een buigblok of buigijzer, wat een zekere vaardigheid vroeg. De kunststofpijp kan worden gebogen door middel van een buigveer. Indien nodig kan men de pijp iets opwarmen. Dat kan al, door op de plaats van de te maken bocht, deze met de hand op te wrijven.
Polivoltpijp wordt geleverd in lengten van vier meter. De meest toegepaste elektriciteitsbuis heeft een uitwendige middellijn van 16 en 19 millimeter.
Een veel gebruikte opvolger van de starre pvc-buis is een flexibele kunststofbuis die zonder gereedschap kan worden verwerkt.

## Trivia
- Ten tijde dat ze nog een rage waren werden er ook veel hoelahoeps van gemaakt.